# Masdevallia idae
Masdevallia idae là một loài thực vật có hoa trong họ Lan. Loài này được Luer & M.Arias mô tả khoa học đầu tiên năm 2001.